# 牙狼-GARO- -炎の刻印-
『牙狼〈GARO〉-炎の刻印-』（ガロ ほのおのこくいん）は、2014年10月より2015年3月までテレビ東京をはじめとして、TXN各局他で放送された連続テレビアニメ作品。全24話。
惹句（キャッチコピー）は「闇を切り裂く金色の牙 炎の運命は俺が継ぐ!」。
本項では2016年5月21日に公開されたアニメーション映画『劇場版 牙狼〈GARO〉-DIVINE FLAME-』についても記載する。

## 概要
牙狼〈GARO〉シリーズとしては初めて全編2Dセルタッチアニメーションとして製作された作品（GAROシリーズ全体としては本作品の前番組として放送されていた連続特撮ドラマ『牙狼〈GARO〉 -魔戒ノ花-』に次ぐ）。アニメ化は、2013年11月23日にファミリー劇場やニコニコ生放送にて生放送された特番『牙狼〈GARO〉 -金狼感謝祭2013-』で、『魔戒ノ花』などとともに発表された。
基本設定は従来のGAROシリーズを継承しているが、世界観や登場キャラクターはシリーズを象徴する存在である「黄金騎士ガロ（の鎧）」と「魔導輪ザルバ」以外、一新されている。中世ヨーロッパを彷彿とさせる荒涼たる「剣と魔導の世界」で、魔戒騎士とその仲間たちが数奇な運命に翻弄されながら、やがて真の敵に挑んでいく。
スタッフはGAROシリーズの主軸である雨宮慶太が原作のみにとどまり、アニメーター出身の演出家・林祐一郎が監督を担当する。また、GAROシリーズの過去作で脚本を書いたこともある小林靖子がシリーズ構成を担当し、新たなるGAROの物語を描く（小林の参加は、『金狼感謝祭2013』で発表されている）。
アニメーション制作はMAPPAが担当しているが、第2話以降はDR MOVIEの所属者がエンディングクレジットの大半を占めており、DR MOVIE自体も「制作協力」としてクレジットされている。
2014年11月23日には、ファミリー劇場やニコニコ生放送にて生放送された特番『牙狼〈GARO〉 -金狼感謝祭2014-』で、劇場版の制作が発表された。詳細は#劇場版を参照。
また、アニメシリーズ『炎の刻印』『牙狼 -紅蓮ノ月-』『牙狼-GARO- -VANISHING LINE-』の世界は全て同一である。それゆえ、本作品や劇場版の描写、キャラクターの一部が『VANISHING LINE』でも使用、登場している。
アニメシリーズ間の繋がりが明示されている一方で、実写特撮版のシリーズとの関連性は一切明示されていない。これは本作品『炎の刻印』に限らず、他アニメシリーズ『紅蓮ノ月』『VANISHING LINE』、劇場版『DIVINE FLAME』『薄墨桜 GARO』においても同様である。

## ストーリー
かつて、ヴァリアンテという国で大規模な「魔女狩り」が実行された。しかし、その実態は人々を護ってきた「魔戒騎士」や「魔戒法師」たちを一掃して実権を握ろうと目論む、国王の側近・メンドーサによるクーデターだった。
17年の時が流れ、1人の少年・レオンがヴァリアンテへやってきた。失われて久しい伝説の魔戒騎士「黄金騎士ガロ」の称号を受け継いだレオンの脳裏には、魔女狩りに遭った母・アンナに火刑の中で産み落とされた際の「炎の記憶」が、音もなく静かに燃えている。それと時を同じくしてもう1人、決意を胸に秘めた少年・アルフォンソがやってきた。母を残してヴァリアンテを密かに脱出していたアルフォンソは、メンドーサから国を奪い返すための最後の希望である「光の騎士」を捜す、流浪の王子でもあった。
レオンの父かつ絶影騎士・ゾロのヘルマンや魔戒法師・エマとの道中、複雑な過去に揺れるレオンに続いて自らも魔戒騎士・ガイアを継承したアルフォンソは数々の魔物・ホラーとの戦いを経てついにメンドーサと対峙するが、そこでレオンがメンドーサの術によって暴走させられ、心滅獣身ガロと化してしまう。城下町を焼き尽くしていくガロの姿を見たアルフォンソは、ガロに渾身の一撃を与えて強制解除させるとその魔戒剣を手に取り、黄金騎士をも継承する。その結果、アルフォンソはヴァリアンテにひと時の平和を取り戻すが、彼の母はそれに先んじて息子の枷にならないようにと自刃して果てていた。母の亡骸を前に、アルフォンソは涙する。
その一方、かろうじて正気に戻ったレオンは、メンドーサが巨大ホラーに喰い殺されたこと、暴走した自らが城下町を焼き尽くしてしまったこと、そして黄金騎士の資格を失ったことに呆然自失となり、あても無くさまよう。やがて、とある地方の峡谷で投身自殺を図ったレオンは川辺に流れ着いたところを、貧しくも家族と明るく暮らす農民の少女・ララに救われる。ララたちと過ごすうちに自らを省みるようになったレオンが彼女と想い合い始めた矢先、ララたちはホラーに殺害されてしまう。自らが魔戒騎士であることを痛感したレオンはアルフォンソと剣を交え、黄金騎士の資格を取り戻す。
人々が復興に励むヴァリアンテの奥底では、生きていたメンドーサが伝説の超巨大ホラー・アニマの復活を目論んでいた。番犬所の神官・ガルムはメンドーサの目論見を利用して多大なホラーの討滅を目論むが、それはヴァリアンテの滅亡を意味していた。両者の目論見を潰そうと動いたヘルマンに続き、レオンやアルフォンソも後を追う。しかし、ヘルマンが孤軍奮闘を経て殺害されたうえ、アルフォンソがガイアの鎧を犠牲にしてヴァリアンテの滅亡こそ回避できたものの、メンドーサはアニマと融合して不滅の存在と化す。レオンもヘルマンの遺した魔戒剣を手に、ゾロと融合・変形した双烈融身ガロと化して互角に渡り合うが、メンドーサの討滅までは叶わない。そこでレオンは、自分ごとメンドーサを封印しようとゲートへ飛び込む。ヴァリアンテへの帰還が絶望視されかけたその時、レオンに刻まれていた「炎の刻印」からアンナの魂が顕現する。「炎の刻印」はアンナがレオンを守るために施したものであり、復讐の刻印ではないことを知ったレオンは、魔界で永遠にメンドーサを焼き続けるアンナの慈愛や自らに後を託して消えていくヘルマンの魂に見送られ、帰還を果たす。
ようやく平和の戻ったヴァリアンテで、アルフォンソは改めて復興に励み、エマは故郷へ旅立ち、そしてレオンはヘルマンの遺児の誕生を待ちながら、今度は自らが次世代の騎士たちへ後を託すことを誓うのだった。

## 登場人物

### 主要人物
レオン・ルイス
声 - 浪川大輔（幼少時代 - 堀井千砂）
本作品の主人公。黄金騎士ガロとなって戦う17歳の魔戒騎士。一人称は「俺」。魔戒法師であった母・アンナが炎に焼かれながら産み落とし、魔戒騎士である父・ヘルマンへ託した。無愛想でぶっきらぼうだが、正義感が強く心優しい一面も持つ。「炎の記憶」は生きる原動力であると同時に、怒りと復讐が混じりあった黒い感情の源泉でもあり、時に我を忘れて暴走する危険を常に孕んでいる。
魔戒騎士としてはまだ未熟ながらも、生身でホラーを撃退したり、アルフォンソやヘルマンと互角に渡り合えるほどその実力は高い。また、初期のころは黒を基調とした魔法衣を纏っていたが、後半からは白を基調としたものに着替えた。
ベルナルドとの戦いに敗れたことをきっかけに、ヘルマンといったん別れて修行の旅に出るが、その途中で従兄のアルフォンソとの出会いを果たし、彼のガイア継承を見届けて共にヘルマンと合流する。しかし、メンドーサとの対峙した時、無意識な炎の記憶の隙を突かれて暴走したことで、城下町を焼き尽くした果てに黄金騎士の資格を失ってしまう。
全てを失って無気力となり、失意のうちにさまよった果てに投身自殺を図るが、川辺に流れ着いたところをララに救われる。彼女のもとで農民としての生活を送る中で自身が復讐心に囚われ続けて周囲を何も見ておらず、守るべきものすら持っていなかったことを実感した。第17話でホラー・グランドマグスの襲撃によりララを失い、自身の無力にさいなまれる中で再び「炎の記憶」に心を蝕まれかけるが、ララへの想いでそれを克服し、大切な者を守れる力を得るために再び魔戒騎士としての道を歩み出す。そして、アルフォンソとの戦いを通じて再びガロの鎧を取り戻す。
メンドーサとの最終決戦後は、ヘルマンの遺言に従ってヒメナの元に身を寄せながら、守りし者として戦い続けている。
『VANISHING LINE』第23話にて、エルドラドキングの回想に林祐一郎氏の描き下ろしで登場。衣装は劇場版『DIVINE FLAME』のものを概ねベースとし、カラーリングは「炎の刻印」初期の黒を基調とした、本作品全体のレオンを意識したものとなっている。
紅蓮ノ月の劇場版『薄墨桜-GARO-』のクロスオーバーCD3の第三話「心闇」に登場。時空を操るホラーの術に惑わされたルークがレオンを父ナイトと思い込んで襲撃をかけたため、彼の目を覚まさせるべくガロの鎧を纏ってルークの鎧ゼロスと交戦。ルークと和解した後、彼と袴垂と共に時空を操るホラーに戦いを挑む。
劇場版『薄墨桜-GARO-』映像ソフト初回生産限定盤同梱のクロスオーバードラマCD4の完結編第四話「黄金」にて、邪悪な思念の塊である魔獣によりルーク、袴垂から引き離され、雷吼、ソードと出会い、彼ら2名の黄金騎士と共に魔獣と闘う。魔獣の正体がこれまで黄金騎士に討滅されたホラー（火羅）の数々の怨念の塊であることに気づいている。魔獣が仕組んだ時空連結の罠から脱出すべく、父ヘルマン・ルイスや弟ロベルト・ルイスの意思を再び受け入れ、双烈融身ガロとなって脱出の道を切り拓く。
ザルバ
声 - 影山ヒロノブ
「魔導輪」と呼ばれる、意思を持ち人語を話す指輪。
自身は戦わないが、様々な黄金騎士の指から指へと受け継がれ、常にガロと共にある存在であり、黄金騎士以外の者が着けても契約できず、意味をなさない。本作品では口枷のようなものを嵌めており、過去のシリーズと違ってあまりしゃべらないほか、レオンの「炎の記憶」を制御する力を持つ。ただし、心滅に至るほどの強大な炎に関しては吸収しきれずに吐き出してしまう。
16年前にガロの鎧と共にアンナへ受け継がれたが、何らかの原因で破壊されており、ヘルマンの依頼を受けた魔戒法師ガエルによって炎の記憶を御する力を加えて16年の年月をかけて修復された。ホラー化したマルセロに強奪されるが、レオンに奪還され、彼と契約を結ぶ。契約の対価として新月の日にはレオンから1日分の寿命をもらい、彼を昏睡状態にする。
レオンが黄金騎士の資格を剥奪された際にヘルマンに取り外され、一時はアルフォンソに受け継がれたが、レオンが黄金騎士の資格を取り戻した際に再び彼の元に戻る。それ以降は口枷のようなものが外され、自身を「我」と呼ぶなど口調こそ若干古風であるものの、過去のシリーズと同様に普通にしゃべれるようになっている。
アルフォンソ・サン・ヴァリアンテ
声 - 野村勝人
ヴァリアンテの王子だった20歳の青年。レオンの従弟にあたり、自身も黄金騎士の血を引く。一人称は「私」。民の評判も剣の腕前も高いが、王子という立場ゆえに世事にはまだまだ疎く、他人を疑うことを知らないというお人好しな一面も持っている。メンドーサに祖国を追われたことをきっかけとして「光の騎士」を捜すことになるが、彼から追手として放たれた素体ホラーたちに襲撃され、剣が敵わず追い詰められていたところをラファエロに救われる。行動を共にしての修行の果てに新たな魔戒騎士となり、ガイアの鎧を継承する。
同じ守りし者としてレオンとの友情を結ぶが、メンドーサとの対峙を経て暴走したレオンの姿に絶望し、彼と袂を分かつ。激闘の末にレオンからガロの鎧を剥奪し、それを継承して新たな黄金騎士となる。巨大ホラー・ブラッドムーンを討滅した後には無気力と化したレオンを侮蔑するが、その直後にエスメラルダを亡くしたことで、レオンの抱いていた苦しみを深く理解した。そのため、レオンへの一連の行動に罪悪感を持っている。
父・フェルナンドの代行を務めるようになってからは城内での政務と城外でのホラー狩りに追われる一方、民の意見を直に見ようとしない政務について悩むあまり、勝手に城を抜け出すこともある。
第17話でレオンと再会し、対談の中で互いの心境を理解し合い和解する。その後、レオンとの戦いを通じて彼の新たな決意と彼が「炎の記憶」を克服したことを感じ取り、レオンにガロの鎧を返還する。それ以降は再びガイアの鎧を纏っている。
第23話でガルムの巨大魔導兵器からヴァリアンテ国を身を挺して守り、一度は力尽きるも、ラファエロの言葉を思い出して立ち上がり、レオンの戦いを支えた。メンドーサとの最終決戦後は、国民と共に復興活動に尽力している。
『VANISHING LINE』第23話にて、エルドラドキングの回想に林祐一郎氏の描き下ろしで登場。衣装は概ね『炎の刻印』本編のものと酷似している。
ヘルマン・ルイス
声 - 堀内賢雄
絶影騎士ゾロに変身して戦う壮年の男性。戦友・ベルナルドと共に戦っていた若いころは「ロベルト」と名乗っていた。一人称は「俺」。暴走しがちなレオンにとっては、父としての立場から見守り育てると共に魔戒騎士の修行を付けてきた師匠でもある。魔戒騎士としての実力は高く、鎧を装着していない状態でもホラーを軽くあしらえるうえ、全裸の状態でも魔戒剣のみで2回ホラーを討滅するなど、キメる時はキメる実力の持ち主である。お調子物であり陽気な一面も。魔戒騎士とは思えない自由解放で遊び人で陽気な一面があり、金遣いが荒くお人好しな性格。だらしのない父親として、レオンが小遣いを握って金を管理している。ゆえに、軽率でお人好し、よく女性に騙されたりする。
豪放磊落で女好きであるためによく女遊びをしているが、それは本人曰く「情報収集に加え、自身の鎧を受け継がせる新たな息子を作るため」とのこと。しかし、亡き妻にしてレオンの母・アンナのことは今も大切に思っている。
無気力と化したレオンを叱責して突き放すが、行方不明となった彼のことを心の底では心配している。
ベルナルドとの戦闘で負った傷がもとで倒れていたところをヒメナに救われて以来、彼女のもとに身を寄せていたが、後述の指令を受けたことがきっかけで離れる。
第16話でガルムから「メンドーサの目論見を阻止するため、あえて彼に協力しろ」という指令を受け、メンドーサの目論見だけでなく、それを阻止するためにヴァリアンテ国を犠牲にしようとするガルムの計画も阻止するためにそれを引き受ける。その後、サンタ・バルド城の礼拝堂を調べていたレオンたちの前に立ちはだかり、レオンとの戦闘の末に彼にジルヴァを託して退けると、メンドーサに反旗を翻す。切断したメンドーサの左腕と自身の魔戒剣の片方を利用してアニマが封印されている間への扉を開けた後、メンドーサが召還した無数の素体ホラーの群れに単身で立ち向かうが、その途中で力尽きて素体ホラーに喰われ、魂はアニマ復活の贄の一部となった。しかし、後にレオンが魔界から脱出する際にはアンナに続いてレオンの傍に現れ、ヒメナのことを彼に頼むと消えていった。
劇場版では、ガルムの魂の天秤を用いた術により一時的に蘇生し、「ツィルケルの環」の破壊の指令を受けたレオンたちの助っ人として送り込まれる。長居しすぎるとホラー化してしまうというリスクを背負いながらも息子・ロベルトの救出のために奮闘し、ダリオとの死闘の末ロベルトの救出に成功する。消滅の直前にヒメナとも再会を遂げるも、その直後に突如出現したサー・ヴェヌスの襲撃からヒメナたちを庇い、消滅してしまう。サー・ヴェヌスの討滅後は、ガルムにロベルトに会うことができたことへの感謝の言葉を残した後、彼女に見送られながら魔界へ帰還した。
『VANISHING LINE』第23話にて、エルドラドキングの回想に林祐一郎氏の描き下ろしで登場。衣装は概ね原作のものと酷似している。
ジルヴァ
声 - 遠藤綾
ヘルマンが身に着けている腕輪のような形状をした魔導具。
古風な女性のような口調が特徴。自身が本当に必要とされる時にしか口を聞かないため、長らく喋っていなかった。
第21話でレオンの手に渡り、ヘルマンの真意をレオンたちに伝える。
メンドーサとの最終決戦後にはヒメナに託され、彼女が身籠ったロベルトを見守り続けている。
エマ・グスマン
声 - 朴璐美
高い魔導力を持つ女魔戒法師。他人にはわからない秘めた理由から、常に単独行動を取る。魔戒騎士を嫌っているが、レオンやヘルマンのことは成り行き上、憎からず気にかける一面も見せる。
左太腿に魔導ベルが付いたアンクレットを着けており、ホラーを拘束・切断するほか、移動手段や傷の縫合としても用いる伸縮自在の魔導糸と、相手の追跡用に小型の虫のような使い魔や空中戦用に鳥型のグライダーを操る。
かつては自身の夫・ルシアーノと共に魔戒騎士たちの補佐として、彼らに蔑ろにされながらもホラーと戦い続けていたが、ルシアーノがホラー化した際に彼の妻であったことを理由に騎士たちに信用されずに結界に閉じ込められたうえ、その騎士たちが返り討ちにされたのを目の当たりにしたことで、魔戒騎士の傲慢さや頼りの無さに絶望し、魔戒騎士を嫌うに至った。その後もルシアーノの行方を追って旅を続けていたが、第19話にて再会を果たして決着を付けると、髪型を変えた。
メンドーサの目論見を阻止するためにレオンとアルフォンソに協力し、彼らの戦いをサポートする。魔獣装甲を纏ったオクタビアとの戦いでは重傷を負わされながらも彼女を討滅し、メンドーサとの最終決戦後は骨休めとして故郷へ旅立った。
劇場版では、髪型と服装を変え、再び旅暮らしを始めている。元老院からの指令により何者かに盗まれたメンドーサの研究資料を追う最中でレオンたちと再会する。
『VANISHING LINE』第23話にて、エルドラドキングの回想に林祐一郎氏の描き下ろしで登場。衣装は概ね『炎の刻印』本編のものと酷似している。
紅蓮ノ月の劇場版『薄墨桜-GARO-』のクロスオーバーCD1の第一話「紅雷」に登場。ジーナの依頼でソフィを時空連結の闇から引き揚げた。また、彼女と星明と共に大量のホラーと戦う。
ヒメナ・コロナード
声 - 須藤祐実
ヴァリアンテ国の城下町サンタ・バルドの住民。父親が木賃宿を営んでおり、普段は家業を手伝う。心優しく面倒見の良い女性で、イレーネたちに身ぐるみを奪われたヘルマンに毛布を貸し与えたり、心滅獣身と化したレオンの暴走でサンタ・バルドが炎上した際には救助活動に奮闘していた。
ベルナルドとの戦闘で深手を負い倒れていたヘルマンを救い、看病するために自宅兼宿屋に逗留させる。快癒後も成り行きで逗留しているヘルマンの愉快な態度に秘めた優しさに触れるうちに惹かれていき、彼がガルムの勅命で離れる直前には肉体関係を結ぶまでに至った。メンドーサとの最終決戦後にはロベルトを身籠り、ジルバやレオンに見守られながら誕生を待っている。
劇場版では、名前がヒメナ・ルイスに変わっており、魔戒騎士などについても大方理解している。
ララ
声 - 逢葉まどか
サンタ・バルドからは辺境に位置する、とある農村部の少女。貧しい生活にへこまない天真爛漫な明るい性格の持ち主で、レオンを「旅人さん」と呼ぶ。3年前に父を亡くし、現在は母（声 - 小林さやか）、祖母（声 - 定岡小百合）、祖父（声 - 藤本譲）と4人で暮らしている。
投身自殺を図って川辺に流れ着いたレオンを救い、自宅で介抱する。快癒後も行く当ての無いレオンを家に引き止め、彼を「旅人さん」と呼び慕っている。
第17話でホラー・グランドマグスの襲撃を受け、一度はレオンの活躍で救われて家族と共に妖精の丘へ避難するが、グランドマグスに燃やされた我が家を見て、貯蔵されていた種籾が心配になって引き返した祖父を追ったことで家の下敷きとなってしまい、駆けつけたレオンに想いを伝えながら彼の腕の中で息を引き取った。その後、レオンによる土葬を経て建てられた墓の周囲には、生前のララが好きだった花が咲き誇っている。
本編に登場したのは第13話からだが、スピンオフアニメ『ゆるがろ』で先行登場している。
ロベルト・ルイス
声 - 富田美憂
劇場版に登場。ヒメナとヘルマンの息子。レオンの異母弟、アルフォンソの従弟にあたる。まだ幼く気弱だが、芯の強さを秘めている。幼いながらも、父が消えヒメナを守るためにサー・ヴェヌスの前に立ち、絶影騎士ゾロの魔戒剣を握っている。
名前はヘルマンの本名に由来する。

### 敵対人物
メンドーサ
声 - 土師孝也
ヴァリアンテ国の宰相。ヴァリアンテ国を「盗んだ」男。魔戒騎士や魔戒法師を異常なまでに憎悪しており、彼らを「血族を増やすことしか能のない卑しい獣の如き奴ら」と蔑んでいる。今や国の実権を握り、事実上の国主として民に圧政を強いる。禁断の魔導具を利用してホラーを使役しているほか、激昂した際には顔に後述の烙印が浮かび上がる。
元は元老院付きの魔戒法師であったが、普通の人間より優れた力を持つ自分たちが彼らの下に立って守護していくことに嫌気がさし、守りし者の掟に背いて人間の命を利用した魔導具を開発したことで老師の怒りを買い、「堕落者の烙印」を刻まれて破門された。その後、ヴァリアンテ国の流行病を鎮めたことがきっかけでフェルナンドの家臣となり、彼の下でホラーを利用して功績を上げていくが、妻・アンジェリーナとの間に烙印を刻まれた子供が生まれ、彼女と子供を殺害することになったことで魔戒騎士や魔戒法師を憎悪し、彼らを根絶やしにすべく「魔女狩り」を開始した。
レオンを暴走させた後、アルフォンソを巨大ホラー・ブラッドムーン諸共魔界へ追放しようと目論む。魔界から戻ってきたブラッドムーンに喰われるというあっけない最期を遂げたように思われたが、その後日のガルムの台詞から、サンタ・バルド城の礼拝堂の地下に多重結界を張って潜み、そこで伝説のホラー・アニマを復活させるための暗躍を続けていたことが判明した。レオンたちの妨害を受けながらもアニマの復活を完遂させ、融合して不滅の存在と化す。双烈融身ガロと化して自分諸共ゲートへ飛び込んだレオンを嘲笑するが、「炎の記憶」から顕現したアンナの魂によって永遠にその身を焼かれ続けながら魔界に封印されるという壮絶な末路を迎えた。
『VANISHING LINE』第23話にて、エルドラドキングの回想に林祐一郎氏の描き下ろしで登場。衣装はアニマ吸収体の白を基調としたもので、その表情は本編でほとんど見せることはなかったものの、メンドーサの性格や思想をよく表現しているものとなっている。
メンドーサ・アニマ吸収体
アニマと融合し、不滅の存在と化したメンドーサ。それゆえにいかなる攻撃を受けても瞬時に復元するほか、自身の周囲に顕現させた魔法陣から巨大な手足を放つ攻撃手段を有する。神のような能力の前に双烈融身ガロの力をもってしても討滅には至らなかったが、炎の刻印に込められたアンナの意思により魔界で永遠に再生しながら焼き続けられている。
オクタビア
声 - 土井真理
「魔女狩り」の秘密をメンドーサと共有する女従者。表では主席侍女としてフェルナンドに仕えているが、裏では信心深い家庭で信心深い妹・オルエッタ（声 - 佐藤美由希）ら家族が狼の群れの襲撃を受けた際に誰にも助けてもらえず、唯一生き延びたという過去を持つ。こうして「信仰していた神に裏切られた」という理由に至り、災いのような目に見える力をもたらす悪魔を慕うようになったため、現在ではホラーを操る力を持つメンドーサを信奉している。
ブラッドムーンが倒された後もフェルナンドに仕え、裏でメンドーサを匿っていた。アルフォンソたちに目を付けられた際には疑惑をそらそうと、メンドーサから託されていたホラーにラウラを喰わせたうえ、エマの糸が絡まった自身の右足を喰わせることで難を逃れたが、自分を慕っていたラウラを失ったことでアルフォンソたちを逆恨みするようになる。
第22話で「メンドーサがもたらす世界を見届けるために魔戒騎士を倒せる力が欲しい」という自身の覚悟をメンドーサに汲み取られ、彼から授かった杖の力で魔獣装甲を纏い、レオンたちの前に立ちはだかる。アルフォンソやエマと交戦し、エマに重傷を負わせるが、その途中でタイムリミットを迎えて小型の蛇のような本体を残して四散し、本体もエマに討滅された。最期までメンドーサを慕い続けていたが、彼にとっては体のいい捨て駒にしか過ぎなかった。
魔獣装甲オクタビア
オクタビアが魔獣装甲を纏い強化した姿。メンドーサの杖から発生させた光の輪から降り注ぐ黒い針状の物体に全身を包まれながら形成される。以前のオクタビアからは想像が付かないほどの身体能力に加え、両手の手甲に仕込まれた刃と右義足に仕込まれた銃を武器とする。
ベルナルド・ディオン
声 - 家中宏
メンドーサに仕える黒の騎士団の団長。暗黒騎士であり、レオンと対峙した際に「自分を斬っても魔戒騎士の掟に背くことはない」と言っている。長剣のような魔戒剣と円形の盾に加え、後述の経緯から義手となった左腕に仕込んだ刃を武器としており、レオンを軽く一蹴するほどの高い戦闘能力を誇る。
かつては誇り高き魔戒騎士にしてヘルマンとアンナの戦友であったが、そのころから「無性に魔戒騎士の掟を破りたくなる」と思う時があり、心の中ではヘルマンとの本気の戦いを望んでいた。「魔女狩り」の兵士たちからヘルマンとアンナを逃がそうと足止めを買って出るが、魔女狩りに踊らされる人間の浅はかさを思い知ったうえ、彼らにヘルマンとアンナが捕えられたという報告（実際は人違い）に絶望し、「人間に手を上げてはならない」という守りし者絶対の掟を破って兵士たちを手にかけ、メンドーサの術によって暗黒騎士へ転生した。
サンタ・バルド城へ潜入したレオンたちの前に立ちはだかり、ヘルマンと交戦する。ヘルマンとの戦闘では互角以上の激闘を繰り広げながら、かつてヘルマンとの練習試合について言われた卑怯な戦法で彼に深手を負わせて追い詰めるが、油断した隙を突かれて敗れる。今際の際には足止め時点での正気を取り戻し、ヘルマンに看取られながら自身の魔戒剣と共に消滅した。
ダリオ・モントーヤ
声 - 萩原聖人
劇場版に登場。黒曜騎士・ゼムに変身する盲目の魔戒騎士。目元の刀傷と両目を覆い隠す布が特徴だが、盲目であることを感じさせないほどの魔戒槍の腕前を持つ。
その正体は、行方不明となっていたバゼリアの根付きの魔戒騎士である。バゼリアの姫・サラ（声 - 小宮有紗）に淡い思いを抱いていたが、5年前のホラーの襲撃の際にサラはホラーの唾液を浴びて顔を焼かれ、精神を病んだ末にバゼリアを焼き尽くしてしまう。サラを守れなかった自責の念から自らの両目を裂いてまでサラに寄り添い続けていたが、結局サラは自身の目の前で湖へ身を投げて自害し、ニグラ・ヴェヌスに憑依されてしまう。サラを蘇生する術を探すうちに「ツィルケルの環」の存在を知り、その発動に必要な「騎士の血を引く無垢なる魂」となるロベルトを攫い、ロベルトを救出しようとするレオンやヘルマンと対立する。サラを守ると決意した時点で既に「守りし者」ではなくなっており、レオンらと交戦する中で暗黒騎士に堕ちる。
最終的にヘルマンとの決闘に敗北し、彼にロベルトを救出されながらも不完全に発動した「ツィルケルの環」にエマの攻撃で重傷を負ったニグラ・ヴェヌスを投げ込むも、「ツィルケルの環」ごとニグラ・ヴェヌスに取り込まれ、サー・ヴェヌスの一部と成り果ててしまった。

### その他の人物
フェルナンド・サン・ヴァリアンテ
声 - 後藤光祐
ヴァリアンテ国の王にしてアルフォンソの父。魔女アンナによって一時命を狙われて病に臥せったが、アンナを火刑に処したことで一応快癒した。だが、今でも車椅子に乗るなど後遺症が残っており、エスメラルダを失ってからは再び病に臥せるようになった（実際はオクタビアの盛った毒薬によるもの）ため、国政は事実上メンドーサに任せている。
　悪人ではないが、国王としてはあまり優秀とは言えず、メンドーサの本性に気づかず家臣として取り立て、メンドーサにそそのかされるままに、あまつさえ罪のない多くの魔戒騎士や魔戒法師達を魔女狩りの元に虐殺する片棒を担いでしまう結果となり、今作の元凶の1人とも言えるほどの落ち度が目立つ。
アルフォンソがメンドーサを一度討ち倒した後も完治しておらず、国政をアルフォンソに任せて療養の身となっている。
劇場版では自力で歩くことが可能になるまで病状が回復している。
エスメラルダ
声 - 多田なつみ
ヴァリアンテ国の王妃。深い慈愛をアルフォンソに降り注ぐ。メンドーサの奸計に嵌まり、フェルナンドに毒を盛ったという罪を被せられて幽閉の塔に捕らわれる。
実はレオンの母・アンナの妹であるが、生まれて間もなく貴族の養女として出されたため、魔戒騎士たちのことを知らずに育つが、黄金騎士のマークが刻まれたペンダントをお守りとして持ち続けていた。その事実はラファエロと先代黄金騎士のみが知っていたが、後にラファエロを通してアルフォンソ、さらに彼から聞いてルイス親子も知ることとなる。
アルフォンソに対する切り札としてメンドーサに生かされていたが、アルフォンソが魔戒騎士となって戻ってきたことを聞かされ、彼の足手まといにならないようにと自害した。
ガルム
声 - 鵜殿麻由
番犬所を束ねる神官。魔戒騎士への伝令用として、白い小鳥のような使い魔を使役している。番犬所では常に気怠そうに振る舞う一方、とても若い見た目を装った言動を取ることもあるが、ヘルマンやラファエロには見透かされて蔑視されている。ホラーの討滅のためなら街一つ滅ぼすことや魔戒騎士を捨て駒にすることすら厭わない冷酷な性格の持ち主であり、自分の語りたいことしか口にしないため、その口から真実を窺い知ることは容易ではない。
メンドーサの真の目論見を知り、逆にそれを利用して可能な限り多くのホラーを討滅するためにヘルマンをメンドーサの護衛に付かせ、ヴァリアンテ国の上空から出現させた巨大魔導兵器での殲滅を試みるが、メンドーサには感付かれていた。
シリーズ第1作に登場した神官とは同名であるが、無関係の別人である。一方アニメシリーズ第3作には、番犬所の役割を担うダイナーの店長として、全く同じ姿・声をした人物が登場していた。作中では終始「店長」となっていたため、同一人物であるかどうかは明らかになっていない。
劇場版『薄墨桜-GARO-』映像ソフト初回生産限定盤同梱のクロスオーバードラマCD4の完結編第四話「黄金」にて登場。崩壊する時空連結から脱出するためにレオン・ルイスがロベルト・ルイスの絶影騎士ゾロの魔戒剣を要求。ガルムは気だるく感じながらもこれに応じ、魔戒剣を転送した。
アンナ・ルイス
声 - 大関英里
今は亡きレオンの母で魔戒法師。先代ガロを父に持つ。生前はヘルマンやベルナルドと旧知の仲であった。17年前にフェルナンドに呪いをかけたという疑いで火刑に処されるが、死に際にレオンを産み落とす。ヘルマン曰く、「馬と男の扱いは下手だが、受け身の取り方は一級品だった」らしい。レオンに刻まれた炎の記憶とその刻印は、彼を守る力としてアンナが施したものであり、レオンはメンドーサとの最終決戦を通じてその真意を知ることとなる。
ガエル
声 - 茶風林
レオンの祖父の戦友であった壮年の魔戒法師。13歳のころに魔導ベルを発明し、最高クラスの法師と謳われた天才でもある。魔女狩りから逃げ延び、弟子のマルセロと共にとある山奥の洞穴に身を寄せて16年もの間、ザルバの修復に専念していたが、完成当日にザルバ欲しさのあまりホラーへ魂を売り渡したマルセロに殺害された。
ガルシア
声 - 宝亀克寿
アルフォンソの忠臣。祖国を追われたアルフォンソのことを信じ、彼を脱出させる。
ラファエロ・ヴァンデラス
声 - 天神英貴
堅陣騎士・ガイアに変身する魔戒騎士。先代の黄金騎士の戦友であった。アルフォンソを見下ろす巨躯に、彼では持てない重さの大剣を軽々と振るえる腕力を持っている。素体ホラーに襲われていたアルフォンソを救い、彼の出自の秘密を明かす。
アルフォンソには隠していたが、吐血して昏倒するなど既に余命わずかの状態となっており、彼にガイアの鎧を継がせるために魔戒騎士の修行を課していた。最終試練としてアルフォンソにアンフェルの討滅を命じ、窮地に追い込まれたレオンとアルフォンソの救援に駆けつけるが、その途中で力尽きてアルフォンソにガイアの鎧を託した後、アンフェルに捕食された。
息子（声 - 鈴木裕斗）はガイアの鎧を継承する予定だったが、志半ばで死別している。
スペシャルドラマCDの第1話「紳士」では、駆け出しの魔戒騎士・法師だった若き日のヘルマン、アンナ、ベルナルドの師匠であったことがヘルマンにより明かされた。彼らの間でラファエロは「鬼ひげ」の名で通っており恐れられていたらしい。
先代黄金騎士
声 - 山路和弘
レオンとアルフォンソの祖父にあたる先代の黄金騎士ガロ。強い騎士であったが、世事には疎かったらしい。ザルバとの契約の代償に寿命を吸われて「時のたゆたう場所」をさまよっていたレオンの前に英霊として現れ、彼に炎の記憶を恐れてはならないことと、自らが守るべき者を考えるためのメッセージを伝える。
老師
声 - 谷育子
メンドーサの師匠であった魔戒法師。ラファエロや先代黄金騎士とは交流を持っていた。守りし者としての使命を踏みにじったメンドーサに堕落者の烙印を刻み付け、破門した。
アンジェリーナ
声 - 岡本沙保里
フェルナンドの盟友・ゴスティリア公の長女で、メンドーサの元妻。フェルナンドに紹介されてメンドーサと結婚したが、堕落者の烙印を刻まれた子供が生まれたことでメンドーサに子供諸共殺害され、遺体は海へ投棄された。
フリオ
声 - 山口勝平
武器職人・ジョルディの元弟子。ジョルディの死後はエメリコ（声 - 多田野曜平）、ペトロナ（声 - 谷育子）、パンチョ（声 - 木村雅史）、マヌエル（声 - 小柳基）、ブルーノ（声 - 桂正和）ら腕利きの職人たちとともに光の騎士に憧れ、蒸気釜で稼働する金色狼の設計に取りかかる。紆余曲折を経て完成した金色狼は、人食い熊の犠牲となった男性の妻からの討伐依頼に応じてブルーノが操縦し、全壊したものの討伐には成功した。
ラウラ
声 - 葵井しいか
サンタ・バルド城の新米侍女。取り乱しやすい性格の持ち主。オクタビアを慕っており、彼女からは「自分の妹（オルエッタ）によく似ている」と気にかけられていた。第12話でサンタ・バルド城へ戻ってきたアルフォンソにエスメラルダの自決を伝えた後、第20話では取り乱しながらも仕事に励んでいたが、フェルナンドの看護中にオクタビアの召還したホラーに捕食され、罪をなすりつけられる。
ゴンザレス
声 - 熟一久
サンタ・バルド城の侍従長。
本編では名前が明かされなかったが、劇場版のスタッフロールにて判明した。
クリスティーナ
声 - 大橋彩香
第24話と劇場版に登場。アルフォンソを慕う貴族の娘。
ナトリア
声 - 坂井恭子
第25話の回想に登場。エマが使用する魔導糸を紡いでいた女性でエマの親友。
本編の3年前に旅人を装った盗賊に殺されており、トビアスに村外の者に対する不信感を抱かせる原因となったが、実際は糸の魔導力に魅かれて出現したホラーとの戦いで相討ちとなったというものであった。
ティナ（声 - 沢井美優）たちのようなホラーに両親を殺された孤児たちを引き取って育てていたが、彼女たちにはホラーとは無縁の平和な生活を送って欲しいという願いから、魔導力を持つ糸を製作する技術を引き継がせなかった。残された彼女の糸車にはわずかながら魔導力が残っており、ホラーを引き寄せる危険性があったためエマによって処分された。

## ホラー・魔物
ホラーの名称については公式サイトの「CHARACTER」 (SHADOW SIDE) における表記。なお、ホラー全体の設定については#関連用語も参照。
素体ホラー
声 - 藤巻大悟、杉村憲司
悪魔を髣髴させる容姿を持つ、人間などに憑依する以前のホラー。戦闘能力は低いが、普通の人間では太刀打ちできない。
メンドーサには禁断の魔導具によって使役されているほか、鉄の処女を用いて人間から搾り取った血潮を養分として養殖され、卵から孵化している。また、アニマの周辺では封印が解かれるにつれて無数に出現する。
娼婦
声 - 宮島依里
第1話に登場。ヘルマンと床を共にしていた娼婦。
訪れた街々で様々な男と肌を重ねていた身体はいつからかホラー・ハナムシに憑依されており、ヴァリアンテ国の領土と化した国・レイデンのとある娼館に住み着いては客の男を喰らっていた。ヘルマンとの行為を終えてのピロートーク中、口の中に口がある軟体動物のような正体を現すが、魔戒騎士としての正体を明かしたヘルマンに鎧を召還するまでもなく討滅され、娼婦としての身体も霧散した。
メタクリム
声 - 不明
第1話に登場。レオンの隠れ家を襲撃したホラー。
魔女狩りで処刑された魔戒騎士・ギレルモの遺体に憑依していた。レオンとの戦いの中で首枷をはめた人面の恐竜のような正体を現すが、ガロへ変身したレオンに討滅され、爆散した。
神父ニコラス
声 - 中博史
第2話に登場。異端審問を行っていた神父。
穏やかな風貌と口調を装っているが、本性は異端審問にかけた女性の身体をメッタ刺しにして殺害することを好む人格破綻者であり、その最中に拷問具をゲートとして出現したホラー・エゾルに憑依される。エマを襲おうとしたところをレオンとヘルマンに阻止され、両腕にギロチンを備えた断頭台のような正体を現して襲い掛かるが、暴走したレオンに両腕を破壊され、逃げ出そうとしたところをエマに切り刻まれて討滅された。
マルセロ
声 - 綿貫竜之介（少年時代：岡本沙保里）
第3話に登場。ガエルの弟子であった見習い魔戒騎士。
魔女狩りの体験からザルバへ抱いた執着をランタンをゲートとして出現したホラー・オンブラに付け込まれ、憑依される。ガエルを殺害してザルバを奪い、逃走中に遭遇したエマに罪をなすりつけようとしたが、ヘルマンには見抜かれる。紫色の炎を操る甲冑を纏った悪鬼のような姿と化して襲い掛かるが、レオンにザルバを奪還されて「炎の記憶」を制御した彼に討滅された。
バンボーラ
第4話に登場。彫刻刀をゲートとして出現し、とある村の「悪魔祓いの儀式」と称する虐殺によって殺害された、木こりが作っていた木像たちの1つに憑依していた。
儀式の非道さに耐えきれず教会に密告しようとしたところを村長（声 - 浦山迅）や村人たちによって口止めに殺害された男性を父に持つ少年・アロイス（声 - 矢島晶子）の復讐心に付け込み、彼と共に（場合によっては成り代わって）復讐を実行していた。レオンに正体を見抜かれ、巨大な木偶人形のような正体を現すも圧倒されると、自身の顔や声をアロイスのそれらに変化させての命乞いでレオンを躊躇させ、逃走する。最後は村人たちを殺戮していたところへ駆けつけたレオンによって追い詰められ、再び命乞いをするも聞き入られず討滅された。
なお、復讐心を否定してみせたレオンに諭されて改心したアロイスは母・オレリア（声 - 井上喜久子）と共に村を出て行ったが、ホラーの脅威から結果的に生き残った村長は他の生き残った村人たちによって新たな儀式の犠牲者となった。
ロメロ伯
第5話に登場。ヴァルドナの領主。
かつては芸術を愛する人格者であったが、年代物のワインボトルをゲートとして出現したホラー・ジェミトレに憑依されてからは巨大で醜悪な芋虫のような姿と化し、領民たちを喰らっていた。城跡でラファエロに連れてこられたアルフォンソを圧倒するが、ラファエロには敵わず、ガイアへ変身した彼に一撃で討滅された。
ジョルディ
声 - 辻親八
第6話に登場。武器職人の男。
本来は子供を愛する気さくな好漢であるが、騎士団の入隊試験で死亡した息子・セルジ（声 - 北田理道）の死を受け入れられない悲しみを付け込まれ、彼の形見の剣をゲートとして出現したホラー・アルマーに憑依される。夜な夜な正気を失っては大剣を携えた鍛冶屋の巨人のような姿と化し、兵士たちを襲っていた。正気を保っていた当時はヘルマンと意気投合していたが、最後は彼との激闘の末に討滅された。
ペペ
声 - 柿原徹也
第7話に登場。アガタ（声 - 白兎夕季）の義兄。
自警団（声 - 後藤光祐）に人狼の疑惑をかけられた両親を殺害されて心を病んだうえ、人身売買の犠牲となった自分を虐げる奴隷商人を殺害した際、使用した短剣をゲートに出現したホラー・デスペラに憑依される。それ以降はアガタを連れ戻す機会を狙ってアルルカンに扮し、旅芸人を利用して村の子供たちを奴隷商人へ売り渡していたシスター・ベロニカ（声 - 日野由利加）ら救貧院に復讐していた。アガタを哀れに思うあまり、レオンをペペの代わりの存在にと考えた元魔戒法師バスコ（声 - 向井修）による洗脳から脱したレオンとの戦いでは、道化師の仮面をはめた豹のような正体を現して素早い身のこなしで翻弄するが、彼の背旗のリングを活用した戦法によって討滅された。
ドナート
声 - 丸山壮史
第8話に登場。ナイフの投擲を得意とする盗賊団のリーダーの男。
被害者を装った美女イレーネ（声 - うえだ星子）ら仲間3人と共謀し、ヘルマンから身ぐるみを奪う。ナイフをゲートに出現したホラー・モネータに憑依された後はイレーネ以外の仲間2人を捕食すると、手足の位置と顔の上下が逆向きとなった巨人のような姿と化してヘルマンに襲いかかるが、まだ裸同然の彼に一撃で討滅された。
アンフェル
第9話に登場。「オルビエンのキマイラ」と称される強力なホラー。
行く先々の場所で手当たり次第に人間を捕食し、被捕食者の残骸を装飾品として全身にぶら下げるという習性を持つ。「キマイラ」とも称されているが、その実態は死神のオブジェを備えた規格外の巨体を誇る地獄の門のような姿で、死神が携えている鎌による斬撃と周囲に顕現する魔法陣から放たれる光線、巨体から繰り出される質量攻撃に加え、解放された門に存在する異形の口から放たれる絶大な破壊力の巨大な破壊光線と光弾を武器とする。修行のために強力なホラーを求めていたレオンや、ラファエロからの最終試練として討滅を課せられたアルフォンソと交戦し、絶大な力で彼らを窮地に追い込むと、救援に駆け付けたラファエロを捕食したが、最後はガイアの鎧を受け継いだアルフォンソによって討滅された。
単体のホラーなのか、ホラーの集合体であるかは不明。
侍女ホラー（仮称）
声 - 不明
第11話に登場。ヴァリアンテ城へ潜入したレオンとアルフォンソに対し、背を向けて泣きながらレオンのことを「騎士様」と称したことから、正体が露見する。気遣って歩み寄ったアルフォンソへ、1対の角を生やした髑髏のような頭部を向けて襲いかかろうとしたところをレオンに斬られて上半身だけとなってなお、メンドーサの元へ逃れようと這いずり始めたところを脳天へレオンに魔戒剣を突き立てられ、消滅する。しかし、その際に行き止まりであるはずの壁へ向かっていたことから、アルフォンソも生来知らなかった地下室への隠し扉が明らかとなった。
ブラッドムーン
第11話、第12話に登場。「暁月の使徒」と称される伝説の巨大ホラー。
数千年に一度、赤く染まった月と共に人間界に降臨し、天を仰ぐ者全ての陰我を破滅へと導くと言い伝えられる。三つ目の龍人のような姿をしており、巨体から繰り出される怪力と口から放つ赤い十字架状の光線を武器とするほか、肉体が半壊しても力尽きないほど強靭な生命力を誇る。メンドーサによって禁断の魔導具を通じて魔界から召還されたが、その最中に心滅獣身と化したレオンの攻撃を受けて体力を消耗したうえ、その状態で無理矢理顕現しようとしたため、下半身を失った不完全な状態で現世に姿を現す。そのせいでメンドーサに見限られ、ガロの鎧を継承したアルフォンソとの戦闘中に彼諸共魔界へ強制送還されそうになるが、それを切り抜けてメンドーサを捕食する。最後はアルフォンソに一刀両断されて討滅された。
残党ホラーA（仮称）
第13話に登場。首の長い人間の女性の上半身とカマキリの下半身を合わせたような容姿を持つ。深夜の城下町でアルフォンソと戦闘を繰り広げた末、討滅される。
残党ホラーB（仮称）
第13話に登場。背中から生えた手が構えている槍に串刺しにされた女性を模した船首像を備えた、チャリオットのような容姿を持つ。アルフォンソと残党ホラーAの戦闘中に割り込んで出現し、不意打ちを仕掛けようとしたところを助太刀に現れたヘルマンに深手を負わされ、それでもなお迫ったところをアルフォンソに討滅される。
ロランド卿
声 - 斉藤次郎
第14話に登場。ジャステ伯の元ライバル騎士。
ジャステ伯の武勲への嫉妬心と過分な名誉欲を盾をゲートに出現したホラー・アボラデュラに付け込まれ、憑依される。ホラー化以降もジャステ伯をライバル視しており、どちらがより多くの人間を喰らえるかを競い合っていた。魔女と噂されながらも実は魔戒法師であったジャステ伯の妻・イザベル（声 - 長尾明希）によって城壁に封印されていたが、彼の古城を根城としながら武勲譚に憧れを抱く盗賊騎士・ガスパール・モンテス（声 - 稲葉実）によって発掘され、朽ち果てて動けなくなっていたロランド卿の肉体から抜け出てガスパールへ憑依する。その後、ガスパールの娘・ファナ（声 - 斉藤梨絵）を連れ去ったジャステ伯と遭遇し、クワガタムシを模した巨漢の鎧騎士のような姿と化して因縁の対決を繰り広げるが、彼らの戦闘に割って入ったヘルマンとの戦闘になる。怪力と左手から放つ光弾でヘルマンを追い詰めて止めを刺そうとするが、その隙を突かれて首を切断され、討滅された。
アルバール・ジャステ伯
声 - 川原元幸
第14話に登場。ラビエラの元領主。
ヴァリアンテ国にその武勲譚を残す強き騎士であったが、ホラー化したロランド卿の武勲に嫉妬するあまり彼以上の力を欲した結果、剣をゲートに出現したホラー・コンベクスォに憑依される。それ以降、「戦の遍歴」と称して数多くの村々を襲い、若い娘をさらってはその生き血を啜っていた。ジャステ伯のホラー化を知ったイザベルの捨て身の封印によって城の地下室に封印されていたが、偶然そこを訪れたファナと彼女の恋人・マウロ（声 - 成瀬誠）の不注意によって封印を解かれる。「自身の崇高さを示せるのなら愛を捧げる対象など誰でも良い」という自身の歪んだ騎士道に従い、婚礼の儀式を挙げた後に喰らう予定でファナを連れ去ると、その途中でアボラデュラに憑依されたガスパールと対峙し、カブトムシを模した細身の鎧騎士のような姿と化して因縁の対決を繰り広げるが、彼らの戦闘に割って入ったアルフォンソとの戦闘になる。まもなく追い詰められるとファナを高台から放り投げ、アルフォンソがそれに動揺した隙をついて奇襲を仕掛けるが、マウロとヘルマンにファナを救出されたうえ、アルフォンソの一太刀で討滅された。
人食い熊
第15話に登場。とある村に出没した巨大な熊。ホラーではなく普通の熊であるが、便宜上記載する。
夜な夜な家畜を襲ったり作物を荒らしており、人間まで襲い始めていた。爪は金色狼の装甲を深く傷つけるほどの切れ味を誇り、顔は必殺ガロウパンチを受けても怯まない。金色狼との格闘戦の末、蒸気釜を最大出力にした自爆攻撃で倒された。なお、自爆攻撃の直前脱出に操縦者のブルーノは失敗しそうになったが、ヘルマンに救出されている。
ミケル
声 - 関智一
第16話に登場。医者を強く志願する青年。
自身の住む村を訪れた放浪医師・ファビアン（声 - ふくまつ進紗）が伝染病に倒れた際、彼を助けずに自身の欲望を優先して絞殺したことから、医術書をゲートとして出現したホラー・メディクルスに憑依される。それ以降は自身がファビアンに成り変わり、ヴァリアンテ国を訪れて患者たちの怪我や病気を無償で治療しては、その喜びに満ち溢れる魂を1日につき1人ずつ喰らっていた。伝染病に感染したヒメナを治療した後で喰らおうとしたところをヘルマンに阻止されると、胸部に薬棚を備えた、ペストマスクを模した頭部を持つ細身の怪物のような正体を現し、自身が開発した秘薬による自己再生や肉体強化で彼を翻弄して重傷を負わせるが、医者の本能に逆らえずにヘルマンを治療してしまったことが仇となって形勢を逆転され、完全復活した彼に薬棚を破壊されたうえで討滅された。
グランドマグス
第17話に登場。ララの住む農村に出現した巨大ホラー。
無数の目を持つ異形の龍魚のような姿をしており、超高熱のガスを体表から噴出しながら地中を自在に泳ぎ回りながら移動し、夜な夜な民家を襲撃しては住民を貪り食っていた。ララの家を襲撃した際、一度はレオンに撃退されてララたちを逃がされるが、ララの家に火を放ち、心配になって戻ってきたララの家族を捕食する。その後に駆けつけたアルフォンソと交戦し、追い詰められた末に逃走を図るが、尾に牙狼剣を突き刺されて動きを封じられ、そのままアルフォンソの怒りを込めた拳の連撃を受けて吹き飛ばされたところを尾に突き刺さった牙狼剣に両断され、討滅された。
マンドゥーラ
声 - 堀井千砂
第18話に登場した「使徒ホラー」の一体。黄金騎士の資格を取り戻したレオンが初めて対峙した「魔響ホラー」と称されるホラー。
潰れた顔面を持つツインテールの女性の植物人間のような姿をしており、伸縮・分裂自在の手足と髪状の蔦を武器とする。とある森で子供たちを襲っていたところをレオンとアルフォンソに阻止され、激戦の末にレオンに動きを封じられたところをアルフォンソに両断され、討滅された。
ルシアーノ・グスマン
声 - 木内秀信
第19話に登場。エマの夫であった元魔戒法師。
エマと共に守りし者として戦ってきた腕利きの魔戒法師であったが、その最中で守りし者としての姿に疑問を抱き、「『ホラー化した人間を討滅する』のではなく、『ホラー化した人間を救いたい、ホラー化する前に人間を救いたい』」と苦悩するようになる。自分ではどうすることもできない無力感やとあるホラーを討滅した際にその正体が過去に自分がホラーから救った人物であったことに気付いてしまったことで絶望に打ちひしがれていた心をホラー・アラベルに付け込まれ、憑依されるとエマの目の前で漆黒の翼を持つ鳥人のような姿と化して飛び去った。その後の行方は番犬所ですら掴めていなかったが、第19話にてパウラヘナの町に出現したところをエマに突き止められ、対峙する。初戦では、エマが町中に張った糸の結界に逃げ場を塞がれながらも、生前のルシアーノの言葉でエマに揺さぶりをかけて負傷させ、レオンの介入に乗じて結界を破壊し、逃走する。再戦時には、黒鳥を模った戦闘機のような姿で現れ、エマと壮絶な空中戦を繰り広げた末に彼女を捕食しようとしたところを、糸で縛り上げて槍状に硬化させたエマの後ろ髪による一撃で口から貫かれ、討滅された。
魔戒法師であったころは、鉄扇のようなものを武器としており、主に魔戒騎士たちの補佐を務めていた。
レジューム
第20話に登場。メンドーサがオクタビアに託した魔獣。
卵のような形状をした器の中に封じられていたが、オクタビアに血を与えられたことで封印を解かれ、双頭の大蛇のような姿を現す。封印を解いた者に服従するよう作られ、再生能力を持ち、双頭を同時に撥ねなければ討滅できない。オクタビアの命令に従ってラウラを捕食し、オクタビアの右足を喰らった後、駆けつけたレオンとアルフォンソに討滅された。
ゲメルス
第21話の回想に登場。過去にとある町に出現したホラー。
水色の人型の獣のような姿をしており、鋭利な爪を武器とするほか、ゲル状の物質で形成された体は、弱点である心臓を破壊しない限り切断されてもその箇所から再生し、分裂する能力を持つ。最初はその能力でヘルマンを翻弄したが、最終的に弱点を看破され、討滅された。
アニマ
サンタ・バルド城の地下深くに封印されていた伝説の巨大ホラー。
首の無い裸体の女性のような姿をしており、両手についている巨大な吸引口から月食の日に開かれる巨大なゲートを介して出現する無数の素体ホラーを吸収し、さらなる力を得るという性質を持つ。メンドーサによって封印を解かれ、魔女狩りの犠牲となった魔戒騎士や魔戒法師たちの魂を吸収して復活を遂げた後、メンドーサに吸収された。アニマおよびこれを吸収したメンドーサが展開する結界は、魔戒の者以外の全ての時間が止まっているようなものとなっており、岩は浮遊し人々は静止している。
トビアス
声 - 岸尾だいすけ
第25話に登場。ティナたちの面倒を見ていた青年。
ナトリアの死後もティナたちを守り続けており、ティナから想いを寄せられていたが、ナトリアの死をきっかけとして村外の者に対する強い不信感を抱いており、エマに対しても辛辣な態度を取る。過去にティナたちを誘拐しようと目論んだ暴漢2人を殺害しており、その陰我と「ティナたちを守るために力が欲しい」という妄執をホラーに付け込まれ、憑依される。両腕に鎌を備えた異形の昆虫人間のような姿と化してエマに襲いかかるもエマの糸に全身を切り刻まれ、討滅された。
クリムゾンゲイル
劇場版に登場。暴漢から逃げる女性に憑依していたホラー。
両腕に鎌を備えた巨大な赤い悪魔のような姿をしている。素早い動きと鎌による強烈な斬撃でレオンと渡り合うが、鎧を召還した彼に討滅され、炎を上げながら四散した。
アポストルフ
劇場版に登場。ロベルトを誘拐した黒装束の人型魔導具。
両脚に備わった車輪で滑走し、両腕に備わった剣と槍を武器とする。同一の個体が複数存在する。
ギュスタヴォス
劇場版に登場。二足歩行の首長竜のような姿をした巨大魔導具。
口から吐き出す灼熱の炎を武器とし、胸部に備わった女性のオブジェが弱点。ダリオの手引きで古代神殿を訪れたレオンとヘルマンに襲い掛かるが、彼らのコンビネーションに翻弄されて首や手足を切断され、最後はレオンに胸部のオブジェを貫かれて破壊された。
ニグラ・ヴェヌス
劇場版に登場した、「使徒ホラー」の一体。劇中の5年前に起きた惨劇で消滅した王国・バゼリアに巣食うホラー。
「この世で最も美しいホラー」と称されており、サラを憑代として憑依していた。男性は惑わせながら全身の精気を奪って凍らせて喰らい、女性は顔の裂け目から現れる触手で顔を剥いで喰らうという方法で捕食を行う。
サー・ヴェヌス
ニグラ・ヴェヌスが「ツィルケルの環」とダリオを取り込み、変貌を遂げた姿。無数の針弾を飛ばす能力と、相手を次元の狭間へ飛ばす能力を有する。
ヘルマンの肉体を消滅させ、レオンとその右腕をも次元の狭間へ飛ばすが、最後は天剣煌身ガロとなったレオンに討滅された。

## 関連用語
従来のGAROシリーズに出てきた用語についても、アニメ用に細かい部分は触れずアレンジされた部分が多いため、改めて記載している。
魔戒騎士（）
本作品の世界で暗躍する魔の者から人々を守護してきた戦士（騎士）たち。それぞれがさまざまな称号を持つ鎧を纏って戦うが、この鎧は一子相伝で、原則として1人が同時に複数の鎧を交替して纏うことはない。また、絶対的な掟により、魔戒騎士には男性しかなれない。本作品では、従来のシリーズとは異なり、鎧の兜の口部が開閉する描写が存在する。
黄金騎士ガロ（）
最強の魔戒騎士に与えられる称号であり、その騎士が纏う黄金の輝きを放つ鎧（鎧単体は「ガロの鎧」とも呼ばれる）。さまざまな時代にさまざまな黄金騎士たちが存在し、彼らはガロの伝説と共に語り継がれている。
初期のレオンが纏った時の姿は、従来のシリーズの物と細部の形状が異なるほか、大きな特徴として背部にある先端に金環が付いた伸縮自在の2本のマフラーと左半身から炎が吹き上がる亀裂を持つ。後者の亀裂から発せられる炎は、レオンがアンナにより施された炎の刻印が記憶による過剰反応で暴走する可能性があり、これはザルバが吸収することで抑えられているが、噴出する炎の量が膨大になると抑えきれなくなる。牙狼剣による剣術に加え、マフラーの金環で相手を拘束したり、亀裂から吹き上がる業火で焼き尽くすといった戦術でホラーを滅する。瞳の色は真紅。
アルフォンソや黄金騎士の資格を取り戻したレオンが纏った時の姿は、従来のシリーズのものとほとんど同じで、瞳とマントの色は前者は青色で後者は赤色。
ただし、アルフォンソが纏った鎧にはマントが背部にはためき、亀裂がないほか、腰に紋章がなく、その代わりに胸部にアルフォンソの持つペンダントが付いている。
心滅獣身ガロ（）
ガロの暴走形態。従来のシリーズとは異なり、狼の頭部を模した形状の両腕を持つ翼の生えた人型のケルベロスを髣髴させる姿をしており、城下町のサンタ・バルドを焼き尽くすほどの業火を放つ。
双烈融身ガロ（）
レオンに同時に召還されたガロの鎧とゾロの鎧が融合・変形した姿。金と銀の狼頭を両肩に型取り、四肢や胴にはガロとゾロの意匠が交差している。牙狼剣とゾロの絶影剣の特性を併せ持つ長大な双剣の牙狼剣を持ち、柄を連結して投てきするほか、背中から烈火炎装の緑炎の翼を生やして飛翔できるほか、初期のレオンが装着したガロが持つマフラーの金環やゾロが持つチェーンが使用可能であり、メンドーサ融合体の壮絶な攻撃を捌き、互角に渡り合えるほどの強大な力を持つ。
劇場版『薄墨桜-GARO-』映像ソフト初回生産限定盤同梱のクロスオーバードラマCD4の完結編第四話「黄金」にて再登場。邪悪な思念の塊である魔獣の仕掛けた崩壊して行く時空連結から脱出すべく、ガルムに絶影騎士ゾロの魔戒剣を転送してもらったことで双烈融身を召還。空間を脱出する先陣を切った。
天剣煌身ガロ（）
劇場版に登場。レオンがサー・ヴェヌスに飛ばされた次元の狭間で見つめ直した、ララを失ったことで気付いた力、ロベルトの母を想う心と未来の力、そして今日まで紡がれてきた過去と未来の黄金騎士たちの魂と力を受け止め、変化を遂げたガロの強化形態。背中から生やした巨大な金色の翼によって超高速で飛翔し、翼から放つ無数の牙狼剣を操ったオールレンジ攻撃と背部に備えた身の丈を超える巨大な牙狼剣に緑色の魔導火を灯した斬撃を得意とする。
魔導馬ゴウテン
ガロが召還する金色の魔導馬。姿形は実写シリーズのテレビ版轟天に酷似している。劇場版でガロが騎乗し、魔導馬ライメイに騎乗する黒曜騎士ゼムと激しい騎馬戦を展開する。
絶影騎士ゾロ（）
ヘルマンが纏う銀色の鎧（鎧単体は「ゾロの鎧」とも呼ばれ、ヘルマンは「魔戒騎士ゾロ」という名乗りを好む）。双剣の魔戒剣を持ち、魔戒剣と両腕の籠手部を連結するチェーンを活用したアクロバティックな戦法を得意とする。瞳の色は金。烈火炎装の色は青。
魔導馬ゲツエイ
ゾロが召還する、魔導馬・銀牙に似た銀色の魔導馬。ゾロの魔戒剣を、両端がチェーンで連結された刀身が幅広いギロチン状の斬馬刀に変化させる。
堅陣騎士ガイア（）
ラファエロが纏う深い赤色の鎧（鎧単体は「ガイアの鎧」とも呼ばれる）。召還時に地面が割れるほどの重装甲を誇る。切っ先が幅広い大剣のような両手持ちの両刃の魔戒剣を操り、それに緑色の魔導火を纏わせた斬撃を得意とする。
第9話で、ラファエロからアルフォンソに受け継がれる。当初、瞳の色は橙だったが、アルフォンソへ受け継がれた際に青となる。
アルフォンソがガロの鎧を継承した後の動向は不明だったが、ガロの鎧がレオンに返還されたことで、再びアルフォンソが纏うこととなる。
魔導馬テンジン
ガイアが召還する紫色の魔導馬。劇場版で登場。
かつてガイアの鎧を持っていたラファエロ役の天神と同じ名となっており、劇場版の先行上映では彼とアルフォンソ役の野村がこれに触れた。
暗黒騎士ゼクス（）
ベルナルドが纏う漆黒の鎧。鋭利な角のような形状の耳と全身から放たれる禍々しいオーラが特徴。従来のGAROシリーズからは、暗黒騎士の設定が変更されており、心滅獣身を経ることなくこの姿へと堕ちた。剣は切っ先が割れて三つ又になった巨大な長剣のような形状に、盾は左腕全体を覆うほど巨大化した悪魔の顔のような形状に変化し、左手から邪気を圧縮した波動を放つ。瞳の色は青紫。鎧召還の動作は、剣と盾をこすり合わせて円を発生させる。なお、暗黒騎士に堕ちる前の称号は翠瞑騎士ゼクス（）。『VANISHING LINE』ニコニコ生放送スタッフトークで、同席していた監督の林がイメージ画と共に公開。『炎の刻印』本編中では決定しておらず、このイベントの前に音響担当の久保がネット上でゼクスと魔導馬の質問を受けており、これを林に連絡してその後決定したという。
魔導馬センカク（穿角）
ゼクスの召還する漆黒の魔導馬。ゼクスの魔戒剣を中央部が空洞となった長身の大剣に変化させるほか、全身を巨大なドリル状の大槍のような形状に変化させてゼクスの右腕と接合できる。
黒曜騎士ゼム（）
劇場版に登場。ダリオが纏う黒鋼色の鎧（鎧単体は「ゼムの鎧」とも呼ばれる）。角のような形状の耳と、牙の露出しない口元を持つ狼的要素の薄い兜と後頭部からたなびく3束の毛が特徴で、十字型のような形状に変化した刃の長大な魔戒槍を操り、投擲することも可能。
暗黒騎士ゼム（）
ダリオが「他者を犠牲にしてでもサラを救いたい」という妄執から転じた陰我により暗黒騎士へ変貌した姿。ダリオの両目の刀傷を模した紋様が両目に施された狼の顔のような形状に変化した鬼のような形相の兜と、豪奢な形状に変形した肩部装甲、紫黒色に発光する紋様が刻まれた甲冑が特徴。
魔導馬ライメイ
ゼムが召還する黒鋼色の魔導馬。劇場版で登場。
魔戒法師（）
いわゆる「魔法使い」に近い存在。本作品では「魔導力」と呼ばれる超常の力によって、物理的にではなく間接的に魔と戦う。特性上、魔戒騎士のサポートを任じる者も多い。また、自身は戦わず、魔導力を秘めた術具・魔導具や魔戒騎士の武器を鍛え、作ることを専門にする者もいる。
男性が魔戒騎士か魔戒法師のいずれかになれるのに対し、女性は魔戒法師にしかなれないと定められているので、魔との戦いを欲する女性は必然的に魔戒法師となる。
守りし者（）
魔戒騎士と魔戒法師を合わせた、ホラーを狩る者たちの総称。「守る」という言葉には「どんなことがあっても人間を守る」という誇り高き挟持が込められているが、同時に「（どのような仕打ちを受けても）人間に手を上げることは絶対に許されない」という絶対的な掟も秘められている。
本作品では、従来のシリーズ以上に劇中で強調される重要なキーワードにもなっており、メンドーサやベルナルド、ダリオが闇に堕ちる原因となっている。
ホラー
「守りし者」たちが遥かな昔から狩ってきた「魔の者」。「陰我」（いんが）と呼ばれる「存在」を通して訪れた現世で、主に人間に憑依してはその者に成り代わり、その奥底にある陰我を身体ごと喰らう。放っておけば人類はホラーによって滅ぼされるが、いつのころからかホラーに対抗する術を身に付けた「魔戒法師」が現れ、やがて戦闘に特化した「魔戒騎士」も登場し、両者は協力しながら人々を守っている。
番犬所
魔戒騎士を束ねる場所。本作品では、通常空間に異空間への光の扉を生じさせて出入りするが、メンドーサの策略で減少の一途をたどっている。
ヴァリアンテ国
本作品の舞台となる王国。魔女狩りを目的とした軍事侵攻により、その勢力を急速に拡大させている。国民たちは表向きは平穏な日々を送っているが、その裏では「魔の者」の脅威に曝されている。
サンタ・バルド
ヴァリアンテ国の首都。現在のサンタ・バルド城が建つ場所は、元々は番犬所の礎を築いた魔戒騎士や魔戒法師たちの手によってアニマが封印された場所であり、その事実を知る者は一握りしか存在しない。
魔女裁判・魔女狩り
かつて国王フェルナンドに呪いをかけたとされる「魔女」アンナの火刑に端を発した、ヴァリアンテ国の魔戒法師や魔戒騎士を根絶やしにするための討滅行為。「魔女」とあるが、討滅の対象には魔戒騎士も含まれる（この際、魔戒騎士は「魔物」と蔑称される）。これは「ホラー」や「守りし者」の節に記載したように魔戒騎士と魔戒法師は同等の存在であり、魔女アンナの仲間と見なされたためである。
その討滅は苛烈を極め、魔女狩りが始まった最初の1年で100人近い「魔女」と「魔物」が拷問の果てに処刑された。その中には、魔戒の者に関わりを持たない普通の人々も多くいた。さらには他国の「魔女」と「魔物」を討滅するという名目で、周辺他国へ軍事侵攻する名目にも使われた。17年が経過した物語開始時点でも魔女狩りの布告は終了しておらず、「魔女」と「魔物」は正体が明るみに出れば即刻処刑の対処になっていた（アルフォンソがメンドーサを一度討ち倒し、国の実質的な統率者になってからは撤回された模様）。
その背景には、魔戒法師や魔戒騎士の減滅に加え、処刑された魔戒法師や魔戒騎士たちの魂をアニマの贄とし、さらなる力を引き出させるという裏の目的が隠されていた。
魔導ベル
本作品の魔戒騎士が携行する鈴のような魔導具。対象の前にかざして鳴らすことでホラーを探知でき、探知された者の瞳は赤く染まる。
劇場版では、テレビシリーズ版と同様に探知された者の瞳に魔導文字が浮かび上がる。
騎士団
事故死した兵士隊長の後任に就いたベルナルド・ディオンにより結成された、ヴァリアンテ国の騎士団。ベルナルドを含め、団員の全員が黒い鎧を纏っていることから「黒の騎士団」とも呼ばれている。しかし、現在では新人たちがホラーの憑代にされるなど、メンドーサの支配下にある。
堕落者の烙印
闇に堕ちた守りし者に刻まれる烙印。この烙印を刻まれた者は、その子孫にも永遠に受け継がれていく。
ツィルケルの環
メンドーサが開発した禁断の魔導具。人間の血と陰我を媒介として魔界からホラーを召還し、使役する。発動には大量の生贄の命と「騎士の血を引く無垢なる魂」を必要とする。
劇場版では、魔界から死者の魂を現世に呼び寄せる力を持ち、世界の因果律を崩壊させる危険性を秘めていることが明らかとなっている。
金色狼（）
フリオが腕利きの職人たちと協力して設計した、機械仕掛けの光の騎士。ガロの鎧を一回り大きく、ずんぐりさせたような外観を持つ搭乗型ロボットのような巨大な鎧で、背中に備えた巨大な蒸気釜を動力としている。強度や性能はガロの鎧には到底及ばないが、巨大な人食い熊と格闘できるほどの怪力を出せるほか、右手から「必殺ガロウパンチ」という名のロケットパンチを発射できる。また、操縦者のブルーノにより、最後の切り札として自爆できる。
人食い熊との戦いで全壊したが、その後は修復されたらしく、第23話・第24話では誰かが装着して避難活動や復興活動に尽力している。
妖精の丘
ララの住む農村付近の森の中に存在する、謎のモニュメントが設置されている丘。古くから妖精が住んでいる場所と言い伝えられている。その正体は番犬所の入り口の残骸であり、現在はその機能は失われているものの、ホラー除けの結界は未だに機能している模様。
魔獣装甲（）
魔戒騎士の鎧とは似て非なる鎧の魔導具。外見は有機的で禍々しく、魔戒騎士のそれよりはホラーのそれに近い。装着すると、強大な力と引き換えに徐々に心と肉体を喰われていく。
魂の天秤
劇場版に登場。ガルムがヘルマンを復活させるために用いた禁断の魔導具。使用者を魔界の中継点として死者の魂を一時的に現世に召還する。召還された死者の魂は使用者と直結された状態となっているため、死者が受けたダメージが使用者にも反映されるほか、死者が現世に長居しすぎるとホラー化する危険性も秘めている。
魔導爆弾
劇場版に登場。ダリオがレオンとヘルマンを抹殺するために用意した魔導兵器。ロベルトを模した外見をしており、古代神殿を跡形も無く消滅させるほどの威力を誇る。

## スタッフ
- 原作 - 雨宮慶太
- 監督 - 林祐一郎
- 助監督 - 久藤瞬
- シリーズ構成 - 小林靖子
- アニメーションキャラクターデザイン - 菅野利之
- キャラクターデザイン協力 - 武井宏之
- プロップデザイン - 佐野誉幸
- 美術監督 - 橋本和幸
- 色彩設計 - 永井留美子、佐藤はじめ
- 撮影監督 - 淡輪雄介
- CG監督 - 金本真
- 編集 - 廣瀬清志
- 音響監督 - 久保宗一朗
- 音楽 - MONACA
- 音楽プロデューサー - 井上俊次
- クリエイティブプロデューサー - 丸山正雄
- 企画プロデューサー - 久保亨
- プロデューサー - 鈴木隆浩
- アニメーションプロデューサー - 大塚学
- アニメーション制作 - MAPPA
- 製作 - 東北新社

## 主題歌
オープニングテーマ
「炎ノ刻印-DIVINE FLAME-」（第1話 - 第12話）
作詞 - 奥井雅美 / 作曲 - きただにひろし / 編曲 - 須藤賢一 / 歌 - JAM Project
「B.B.」（第13話 - 第24話）
作詞 - 影山ヒロノブ / 作曲 - 福山芳樹、影山ヒロノブ / 編曲 - 三宅博文、須藤賢一 / 歌 - JAM Project
エンディングテーマ
「CHIASTOLITE」（第1話 - 第12話）
作詞・歌 - 佐咲紗花 / 作曲 - 橘尭葉 / 編曲 - 橘尭葉、妖精帝國
「FOCUS」（第13話 - 第24話）
作詞・歌 - 森久保祥太郎 / 作曲・編曲 - R・O・N

## 各話リスト
| 話数   | サブタイトル        | 脚本         | 絵コンテ              | 演出                     | 作画監督                                                                                         | 放送日時      |
| ------ | ------------------- | ------------ | --------------------- | ------------------------ | ------------------------------------------------------------------------------------------------ | ------------- |
| I      | 業火 HELL FIRE      | 小林靖子     | 林祐一郎              | 林祐一郎                 | 菅野利之、堀剛史                                                                                 | 2014年10月4日 |
| II     | 刻印 DIVINE FLAME   | 小林靖子     | 林祐一郎              | 波多正美                 | Kim Ki Nam                                                                                       | 10月11日      |
| III    | 契約 ZARUBA         | 吉村清子     | 林祐一郎 なかの★陽    | Kim Min Sun              | Kim Ki Nam                                                                                       | 10月18日      |
| IV     | 儀式 BLOODVILLE     | 瀬古浩司     | 宮繁之                | 波多正美                 | Lee Min Bae                                                                                      | 10月25日      |
| V      | 堅陣 GAIA           | 吉村清子     | サトウシンジ          | 駒屋健一郎               | 菅野利之、堀剛史 崔ふみひで、佐野誉幸 武内啓                                                     | 11月1日       |
| VI     | 騎士 BLACK KNIGHT   | 村越繁       | 増田俊之              | ふくだのりゆき           | ふくだのりゆき、菅野利之 佐野誉幸                                                                | 11月8日       |
| VII    | 人狼 SORROW BEAST   | 村井さだゆき | 久藤瞬                | 久藤瞬                   | Won Chang Hee                                                                                    | 11月15日      |
| VIII   | 全裸 FULL MONTY     | 村越繁       | 福山新市              | Kim Min Sun              | Jang Hee Kyu                                                                                     | 11月22日      |
| IX     | 師弟 NEW HOPE       | 吉村清子     | 相馬満                | 波多正美                 | Won Chang Hee                                                                                    | 11月29日      |
| X      | 破戒 FALLEN BLOOD   | 小林靖子     | 林祐一郎              | 武藤健司                 | 菅野利之、高乗陽子 ふくだのりゆき                                                                | 12月6日       |
| XI     | 絶影 SHADOW SLASHER | 村越繁       | サトウシンジ          | Kim Min Sun              | Jang Hee Kyu                                                                                     | 12月13日      |
| XII    | 暁月 BLOOD MOON     | 小林靖子     | サトウシンジ 林祐一郎 | 友田政晴 有田周平 久藤瞬 | 佐野誉幸、菅野利之 Park Yi Nam                                                                   | 12月20日      |
| 特別編 | 饗応 DAYBREAK       | -            | -                     | 井野十兵衛 平塚智司      | -                                                                                                | 12月27日      |
| XIII   | 彷徨 BURNING ASHES  | 吉村清子     | 青木康浩              | いわたかずや             | 渡辺奏、石橋有希子 Jang Min-Ho、Park Su-Bok Cho Won-Hee                                          | 2015年1月10日 |
| XIV    | 武勲 GESTE          | 村井さだゆき | 福山新市              | 波多正美                 | Lee Min Bae                                                                                      | 1月17日       |
| XV     | 職人 PROJECT G      | 久保亨       | 遠藤茂                | 遠藤茂                   | Eom Ik Hyun                                                                                      | 1月24日       |
| XVI    | 医術 CURE           | 村越繁       | 三原三千夫            | 久藤瞬                   | Seo Jung-ha、Lee Seok-in Seo Soon-young、Park Hye-ran                                            | 1月31日       |
| XVII   | 雪夜 SNOW FALL      | 吉村清子     | 許平康                | 許平康 長田絵里          | 桑原剛、高乗陽子 海老原雅夫、Lee Min Bae                                                         | 2月7日        |
| XVIII  | 幻炎 SCAR FLAME     | 小林靖子     | 朴性厚                | 朴性厚                   | 朴性厚                                                                                           | 2月14日       |
| XIX    | 黒翼 TEMPEST        | 吉村清子     | 林祐一郎              | 武藤健司                 | 南伸一郎、網修次郎 島田英明、福山貴仁 桜井木の実、佐藤道雄 能條理行、菅野利之 佐野誉幸、林祐一郎 | 2月21日       |
| XX     | 侍女 DOUBLE DEALER  | 村越繁       | 三原三千夫            | Kim Min Sun              | Kim Dong jun                                                                                     | 2月28日       |
| XXI    | 父子 KNIGHTS        | 吉村清子     | サトウシンジ          | 波多正美                 | Lee Min Bae                                                                                      | 3月7日        |
| XXII   | 結界 DREADLY FOCUS  | 村越繁       | 三原三千夫            | 松見真一                 | Seo Jung-Ha、Lee Seok-In 菅野利之、佐野誉幸 林祐一郎                                             | 3月14日       |
| XXIII  | 月食 DOOM           | 村井さだゆき | 林祐一郎              | 久藤瞬                   | 海老原雅夫、桑原剛 日向正樹、新沼大祐 佐野誉幸、菅野利之 Kwon Yong Sang                          | 3月21日       |
| XXIV   | 光芒 CHIASTOLITE    | 小林靖子     | 林祐一郎              | 林祐一郎 武藤健司        | 菅野利之、高乗陽子 岩瀧智、海老原雅夫 日向正樹、桑原剛 崔ふみひで、佐野誉幸                      | 3月28日       |
| XXV    | 糸車 HOME           | 吉村清子     | 福山新市              | 波多正美                 | Kim Dong jun Park Gi Deok                                                                        | -             |

## 放送局
| 放送期間                       | 放送時間                     | 放送局         | 対象地域・備考                                                                |
| ------------------------------ | ---------------------------- | -------------- | ----------------------------------------------------------------------------- |
| 2014年10月4日 - 2015年3月28日  | 土曜 1:23 - 1:53（金曜深夜） | テレビ東京     | 関東広域圏                                                                    |
|                                |                              | テレビ北海道   | 北海道                                                                        |
|                                | 土曜 1:53 - 2:23（金曜深夜） | テレビせとうち | 岡山県・香川県                                                                |
|                                | 土曜 2:05 - 2:35（金曜深夜） | テレビ愛知     | 愛知県                                                                        |
|                                | 土曜 2:10 - 2:40（金曜深夜） | テレビ大阪     | 大阪府                                                                        |
| 2014年10月5日 - 2015年3月29日  | 日曜 1:55 - 2:25（土曜深夜） | TVQ九州放送    | 福岡県 初回・第2話のみ、日曜2:25 - 2:55 第14話は、2015年1月23日金曜2:00に変更 |
| 2014年10月17日 - 2015年4月10日 | 金曜 1:20 - 1:50（木曜深夜） | 福井テレビ     | 福井県 フジテレビ系列 初回のみ、金曜 1:35 - 2:05                              |
| 2014年11月5日 -                | 水曜 2:08 - 2:38（火曜深夜） | テレビ金沢     | 石川県 日本テレビ系列                                                         |

| 放送期間                      | 放送時間           | 放送局           | 対象地域・備考                                                            |
| ----------------------------- | ------------------ | ---------------- | ------------------------------------------------------------------------- |
| 2014年10月10日 - 2015年4月4日 | 金曜 20:15 - 20:45 | スターチャンネル | 日本全域 無料放送 EPG上では20:15 - 20:50 日曜 17:50 - 18:20にリピート放送 |
| 2014年10月17日 - 12月26日     | 金曜 23:00 - 23:35 | ファミリー劇場   | 日本全域 ミニ番組『魔戒指南』・『ゆるがろ』他とのパッケージ放送           |
| 2015年1月10日 - 4月11日       | 土曜 20:25 - 21:00 | ファミリー劇場   | 日本全域 放送枠変更 日曜 8:55 - 9:30にリピート放送                        |

| 放送期間                       | 放送時間                     | 配信元             | 備考                |
| ------------------------------ | ---------------------------- | ------------------ | ------------------- |
| 2014年10月18日 - 2015年4月11日 | 土曜 0:00 - 0:30（金曜深夜） | ニコニコ生放送     | 初回のみ0:30 - 1:00 |
|                                | 土曜 0:30 更新（金曜深夜）   | ニコニコチャンネル | 初回のみ1:00 更新   |

## 劇場版
劇場版『牙狼〈GARO〉-DIVINE FLAME-』は2016年5月21日に公開された牙狼シリーズ10周年記念作品のアニメ映画。テレビシリーズから4年後の世界において、黄金騎士ガロ「レオン・ルイス」の新たなる戦いを描く。
#概要に記載した劇場版の制作発表から1年後、2015年11月23日に開催されたクローズドイベント『金狼感謝祭 2015』にて正式なタイトルと公開時期が2016年春になることが発表された。アニメ制作会社・監督・脚本については、テレビシリーズのスタッフが引き続き担当する。
多くのアニメ映画はテレビと同じ比率が主流だが、本作品では背景を綺麗に見せるため、シネスコで制作されることとなり、新規にシネスコ用の紙も作られた。
アフレコは2日かけて行われたが、絵コンテ撮での収録が多かったテレビシリーズとは違い、劇場版は絵がほぼ完成した状態での収録となった。作り込まれた絵に気を引き締めたというレオン役の浪川大輔に対し、監督の林祐一郎もテレビシリーズで芝居に絵が負けていたことを反省したためであると明かしている。また、浪川によればゲストキャラクター・ダリオ役の萩原聖人もアフレコ現場に馴染んでいたほか、サラ役の小宮有紗も緊張していたもののすごく声が出ており、いいチームワークで収録できたかなという。
林によれば、内容についてはヘルマンが最後に活躍するシーンで1か月くらいは悩んだが、エグゼクティブプロデューサーの二宮清隆や原作の雨宮慶太からもアイデアを頂いたという。また、テレビシリーズからやりたかったという実写版の召還のポーズや、魔導馬上でのアクションも取り入れられている。

### ストーリー（劇場版）
メンドーサとの決戦から4年後、レオンはアルフォンソと共に、ヒメナと今は亡きヘルマンとの間に生まれた自身の異母弟にあたる息子・ロベルトを次代の騎士にするために育てていた。そんなある日、ガルムから、5年前に滅亡した小国・バゼリアに出現した使徒ホラー・ニグラ・ヴェヌスの討滅および何者かに奪われた禁断の魔導具・ツィルケルの環の破壊の指令を受ける。その直後、何者かに誘拐されたロベルトの行方を追う途中でレオンは謎の刺客の襲撃を受け、窮地に陥ったところを盲目の魔戒騎士・ダリオに救われる。そして、ダリオの手引きでホラーが潜むという古代神殿に向かう途中、レオンは死んだはずのヘルマンと再会する。彼はロベルトを救うためにガルムの力によって蘇り、レオンたちの助っ人として派遣されていたのだ。一方、レオンとは別行動を取っていたアルフォンソは元老院からの指令で何者かに奪われたメンドーサの研究資料の行方を追っていたエマと再会し、彼女と行動を共にすることになる。古代神殿での戦いの中、レオンとヘルマンはダリオの裏切りにより絶体絶命の危機に陥るが、ガルムに救われて辛うじて切り抜けると逃走したダリオの行方を追う。そして、追い詰めた先でダリオこそが自身の目的の成就のためにロベルトとツィルケルの環を強奪した張本人であったことを知り、「守りし者」の信念の相違から彼と対立することになる。

### スタッフ（劇場版）
- 原作 - 雨宮慶太
- 監督 - 林祐一郎
- 脚本 - 小林靖子
- 演出 - 林祐一郎、朴性厚
- キャラクターデザイン協力 - 武井宏之
- アニメーションキャラクターデザイン - 菅野利之
- 美術監督 - 工藤ただし
- 色彩設計 - 鎌田千賀子
- 撮影監督 - 淡輪雄介
- CG監督 - 陸川励
- 編集 - 廣瀬清志
- 音楽 - MONACA
- 音響効果 - 倉橋祐宗
- 音響監督 - 久保宗一朗
- 制作 - MAPPA、東北新社
- 配給 - 東北新社

### 主題歌（劇場版）
オープニングテーマ「刃〜the divine blade〜」
作詞：影山ヒロノブ / 作曲：きただにひろし / 編曲：小山寿 / 歌：JAM Project
エンディングテーマ「HOWLITE」
作詞：佐咲紗花 / 作曲・編曲：中土智博 / 歌：佐咲紗花

## webラジオ
牙狼〈GARO〉 -炎の刻印- 魔戒通信
2014年10月3日から2015年4月24日までHiBiKi Radio Stationにて配信されたWebラジオ番組。毎週金曜日更新。本放送に先駆けてプレ放送が9月19日に配信された。パーソナリティは野村勝人（アルフォンソ・サン・ヴァリアンテ 役）、逢葉まどか（ララ役）。

## 関連商品

### BD / DVD
2015年にポニーキャニオンから全8巻でテレビシリーズのDVDとBlu-rayが発売された。2016年には劇場版のDVDとBlu-rayがポニーキャニオンから発売。
| 巻           | 発売日        | 収録話          | 規格品番   | 規格品番   |
| 巻           | 発売日        | 収録話          | BD         | DVD        |
| 炎の刻印     | 炎の刻印      | 炎の刻印        | 炎の刻印   | 炎の刻印   |
| ------------ | ------------- | --------------- | ---------- | ---------- |
| Vol.1        | 2015年2月18日 | 第1話 - 第3話   | PCXP-50281 | PCBP-53341 |
| Vol.2        | 2015年3月18日 | 第4話 - 第6話   | PCXP-50282 | PCBP-53342 |
| Vol.3        | 2015年4月15日 | 第7話 - 第9話   | PCXP-50283 | PCBP-53343 |
| Vol.4        | 2015年5月20日 | 第10話 - 第12話 | PCXP-50284 | PCBP-53344 |
| Vol.5        | 2015年6月17日 | 第13話 - 第15話 | PCXP-50285 | PCBP-53345 |
| Vol.6        | 2015年7月15日 | 第16話 - 第18話 | PCXP-50286 | PCBP-53346 |
| Vol.7        | 2015年8月19日 | 第19話 - 第21話 | PCXP-50287 | PCBP-53347 |
| Vol.8        | 2015年9月16日 | 第22話 - 第24話 | PCXP-50288 | PCBP-53348 |
| DIVINE FLAME |               |                 |            |            |
| 劇場版       | 2016年12月2日 | 劇場版本編      | PCXE-50699 | PCBE-55499 |

### CD
炎ノ刻印-DIVINE FLAME-
2014年10月22日にランティスより発売された、JAM Projectのシングル作品。テレビシリーズ前期オープニングテーマを収録。
CHIASTOLITE
2014年10月29日にランティスより発売された、佐咲紗花のシングル作品。テレビシリーズ前期エンディングテーマを収録。
牙狼＜GARO＞ -炎の刻印- SPECIAL DRAMA CD
2014年12月28日発売。コミックマーケット87にて販売された。2つのボイスドラマを収録しており、レオン、ヘルマン、アルフォンソ、エマのおはよう、おやすみボイスも収録されている。
B.B.
2015年2月11日にランティスより発売された、JAM Projectのシングル作品。テレビシリーズ後期オープニングテーマを収録。
FOCUS
2015年2月25日にランティスより発売された、森久保祥太郎のシングル作品。テレビシリーズ後期エンディングテーマを収録。
ラジオCD「牙狼＜GARO＞ -炎の刻印- 魔戒通信」
ブシロードミュージックから発売。発売日は、vol.1は2015年2月25日、vol.2は同年6月24日。それぞれ2枚組になっており、1枚目は新規録りおろし音源を収録したオーディオCD、2枚目は通常配信回をデータCD-ROMとして収録。
TVアニメ「牙狼＜GARO＞－炎の刻印－」 オリジナルサウンドトラック
2015年3月11日にランティスより発売された、テレビシリーズのサウンドトラック。全2枚組、オープニングテーマとエンディングテーマのTVサイズを収録。
牙狼＜GARO＞黄金歌集 牙狼心
2015年8月5日にランティスより発売された、牙狼シリーズのベストアルバム作品。テレビシリーズ前期オープニングテーマとエンディングテーマを収録。
AREA Z
2016年6月29日にランティスより発売された、JAM Projectのアルバム作品。劇場版のオープニングテーマを初収録。
劇場版「牙狼＜GARO＞ -DIVINE FLAME-」 オリジナルサウンドトラック
2016年12月2日発売のDVD/Blu-ray『牙狼＜GARO＞ -DIVINE FLAME-』初回限定版付属CD。劇中新規曲全14曲を収録しており、この中に劇場サイズの主題歌全2曲も含まれる。
Fated Crown
2017年3月29日にランティスより発売された、佐咲紗花のアルバム作品。劇場版のエンディングテーマを初収録。
牙狼＜GARO＞黄金歌集 牙狼響
2017年10月18日にランティスより発売された、牙狼シリーズのベストアルバム作品。テレビシリーズ後期オープニングテーマとエンディングテーマを収録。
牙狼＜GARO＞黄金歌集 牙狼響
2020年9月23日にランティスより発売された、牙狼シリーズのベストアルバム作品。劇場版のオープニングテーマとエンディングテーマを収録。『CR ANOTEHR牙狼～炎の刻印～』にて制作された、レオン・ルイスとララのキャラクターソングも収録している。

### フィギュア
本作で初登場した黄金騎士 ガロ (レオン刻印Ver.)が商品化されている。

## トピックス
第15話では雨宮の阿佐ヶ谷美術専門学校時代の後輩でもある漫画家・桂正和がゲスト声優としてブルーノ役を担当しているが、これは2014年6月20日に開催されたトークイベント「GARO CREATOR'S kNight」で雨宮から依頼された「無茶振り」に応えたものである。
鉄人化計画のカラオケボックス「カラオケの鉄人」とのコラボレーションが行われており、オープニングテーマやエンディングテーマが本作品の映像付きで配信されているほか、各店舗で注文できる本作品絡みのドリンクの監修は前半エンディングテーマを担当する佐咲紗花が担当している。
テレビ東京での最終話放送日（厳密には放送前日）の2015年3月27日には、新宿バルト9で最終話先行上映&トークショーが行われ、監督の林や声優の浪川大輔、堀内賢雄、野村勝人、天神英貴が登壇した。

## パチンコ
2016年にサンセイR&Dから本作のタイアップ機であるパチンコ『CR ANOTHER牙狼～炎の刻印～』が発売された。